# Justise Winslow
Justise Jon Winslow (ur. 26 marca 1996 w Houston) – amerykański koszykarz, występujący na pozycjach rzucającego obrońcy oraz skrzydłowego.
W 2014 wystąpił w meczu wschodzących gwiazd - Nike Hoop Summit oraz McDonald’s All-American.
6 lutego 2020 trafił w wyniku wymiany do Memphis Grizzlies. 8 sierpnia 2021 został zawodnikiem Los Angeles Clippers. 
4 lutego 2022 trafił w wyniku wymiany do Portland Trail Blazers.

## Osiągnięcia
Stan na 25 października 2023, na podstawie, o ile nie zaznaczono inaczej.
NCAA
- Mistrz NCAA (2015)[7]
- Zaliczony do: 
  - I składu:
    - najlepszych pierwszorocznych zawodników ACC (2015)
    - NCAA Final Four (2015 przez AP)[8]
    - turnieju Coaches vs. Classic (2015)

  - składu All-ACC Honorable Mention (2015)

NBA
- Zaliczony do II składu debiutantów NBA (2016)[9]

Reprezentacja
- Mistrz:
  - świata U–19 (2013)
  - świata U–17 (2012)
  - Ameryki U–18 (2014)
- Zaliczony od I składu mistrzostw świata U-17 (2012)